# Cephimallota crassiflavella
Cephimallota crassiflavella is een vlinder uit de familie echte motten (Tineidae). De wetenschappelijke naam is voor het eerst geldig gepubliceerd in 1851 door Bruand.
De soort komt voor in Europa.